# Europsko prvenstvo gluhih u rukometu 1967.
Europsko prvenstvo gluhih u rukometu 1967. godine bilo je 1. europsko prvenstvo u športu rukometu za gluhe osobe.
Održalo se je od 18. do 19. ožujka 1967. godine u Švedskoj u Jönköpingu.

## Sudionici
Natjecale su se ove reprezentacije: Švedska, Danska, Norveška i Njemačka

## Završni poredak
Završni poredak.
| Momčadi |          |
| Zlato   | Švedska  |
| Srebro  | Danska   |
| Bronca  | Norveška |
| 4.      |          |

| Europski prvaci 1967. |
| --------------------- |
| Švedska Prvi naslov   |